# عباس‌آباد (بهی دهبکری)
عباس‌آباد یک روستا در ایران است که در دهستان بهی دهبکری شهرستان بوکان واقع شده‌است. عباس‌آباد ۸۱ نفر جمعیت دارد.